# Mr. Natural (album des Bee Gees)
Pour les articles homonymes, voir Mr. Natural.
Albums de Bee Gees
Life in a Tin Can
(1973) Main Course
(1975)
Mr. Natural est le douzième album des Bee Gees (dixième sortie internationale), sorti en mai 1974.
Mr. Natural ne contient aucun single de grande ampleur, mais marque une étape importante dans l'évolution de la musique du groupe qui s'éloigne des simples ballades pop. Des titres comme Throw a Penny et Mr. Natural sont marqués par une influence soul.
La chanson d'influence gospel Give a Hand, Take a Hand a été écrite en 1969, d'où l'absence dans les crédits de Robin Gibb, ce dernier ne travaillant plus avec ses frères à ce moment-là.
C'est le premier album du groupe dont le producteur est Arif Mardin (qui a aussi été le producteur de leur prochain album Main Course l'année suivante). La décision de travailler avec Mardin est survenue après que RSO ait rejeté l'album provisoirement intitulé A Kick in the Head is Worth Eight in the Pants composé par le groupe après Life in a Tin Can. Mardin a orienté le groupe vers la musique R'n'B qui commençait alors à se développer.

## Titres
| 1.    | Charade                      | Barry & Robin Gibb          | 4:13 |
| 2.    | Throw a Penny                | Barry & Robin Gibb          | 4:49 |
| 3.    | Down the Road                | Barry & Robin Gibb          | 3:25 |
| 4.    | Voices                       | Barry, Robin & Maurice Gibb | 4:52 |
| 5.    | Give a Hand, Take a Hand     | Barry & Maurice Gibb        | 4:48 |
| 6.    | Dogs                         | Barry & Robin Gibb          | 3:45 |
| 7.    | Mr. Natural                  | Barry & Robin Gibb          | 3:49 |
| 8.    | Lost in Your Love            | Barry Gibb                  | 4:38 |
| 9.    | I Can't Let You Go           | Barry, Robin & Maurice Gibb | 3:47 |
| 10.   | Heavy Breathing              | Barry & Robin Gibb          | 3:27 |
| 11.   | Had a Lot of Love Last Night | Barry, Robin & Maurice Gibb | 4:07 |
| 45:26 |                              |                             |      |

Bee Gees
- Barry Gibb – chant, harmonie et chœurs, guitare rythmique
- Robin Gibb – chant, harmonie et chœurs
- Maurice Gibb – chant, harmonie et chœurs, basse, Mellotron, orgue Hammond
- Dennis Bryon – batterie, percussion

Musiciens invités
- Alan Kendall – guitare solo
- Ben Law – basse fretless sur Dogs
- Geoff Westley – piano, claviers
- Phil Bodner – clarinette sur "Charade"
- Arif Mardin – arrangements de l'orchestre

Production
- Damon Lyon-Shaw – ingénieur
- Andy Knight, Alan Lucas, Gene Paul – ingénieur
- Arif Mardin – producteur